# Louise Mortensen
Louise Haahr Mortensen (* 11. Dezember 1979 in Aalborg) ist eine ehemalige dänische Handballspielerin.
Mortensen spielte zuletzt beim dänischen Erstligisten Aalborg DH. Mit Aalborg gewann die Rückraumspielerin in der Saison 2004/05 und 2008/09 jeweils die Vizemeisterschaft.
Ende 2009 gab Mortensen ihr sofortiges Karriereende bekannt. Ab dem Sommer 2011 spielte sie nochmals für eine Saison beim dänischen Drittligisten Team Vesthimmerland.
Für die dänische Nationalmannschaft bestritt Mortensen 97 Länderspiele, in denen sie 205 Tore erzielte. Die beste Platzierung bei einem Turnier war der vierte Platz bei der Weltmeisterschaft 2005. Außerdem belegte Mortensen mit Dänemark den 11. Rang bei den Europameisterschaften 2006 und 2008. Sie gehörte zum Aufgebot ihres nationalen Verbandes bei der Weltmeisterschaft 2009 in China.